# (21711) Wilfredwong
(21711) Wilfredwong (1999 RE95) – planetoida z grupy pasa głównego asteroid okrążająca Słońce w ciągu 3,88 lat w średniej odległości 2,47 j.a. Odkryta 7 września 1999 roku.